# 44
| [ Edytuj tabelę ] |                                        |
| Król Armenii      | - 42 Mitrydates 51                     |
| Cesarz Chin       | - 25 Guangwudi 57                      |
| Władca Korei      | - 18 Daemusin 44 - 44 Minjung 48       |
| Król Nabatei      | - 40 Malichus II 70                    |
| Papież            | - 33 Piotr Apostoł 67                  |
| Król Partów       | - 40 Gotarzes II 51 - 40 Wardanes I 46 |
| Cesarz Rzymu      | - 41 Klaudiusz 54                      |
| Król Tracji       | - 38 Remetalkes III 46                 |

Rok 44 / XLIV
stulecia: I wiek p.n.e. ~
I wiek ~
II wiek

lata: 34 «
39 «
40 «
41 «
42 «
43 «
44
» 45
» 46
» 47
» 48
» 49
» 54

## Wydarzenia
Cesarstwo Rzymskie
- Judea została prowincją rzymską, a jej prokuratorem mianowano Kuspiusza Fadusa. Józef syn Kamei został arcykapłanem.

## Zmarli
- Herod Agryppa I, wnuk Heroda Wielkiego (ur. 10/9 p.n.e.).